# Renaud de Martigné
 Renaud II de Martigné fut de 1124 jusqu'en 1139 archevêque de Reims.

## Origine familiale
Renaud était issue de l'union de Briant seigneur de Martigné et d'Adelgande, sa sœur Lucie fut la mère de Guillaume de Passavant, évêque du Mans et Adeline celle de Sanson de Mauvoisin.

## Contexte
Il est soutenu par le roi et, fort d'une expérience épiscopale de vingt trois années  au siège de l’évêché d'Angers. Son activité nous est  connue par la tenue de synodes provinciaux (Arras, Châlons,  Reims) , généraux (Troyes en 1127, Reims en 1131). Il fonde une abbaye cistercienne à Igny en 1126 qui essaime à Signy en 1134, il encourage la tenue du premier chapitre des abbés bénédictins (1131) de la province de Reims.  Il a rencontré Bernard de Clairvaux à plusieurs reprises. Il recevait les abbés nouvellement nommés, dans l'esprit de la réforme de Cysoing, pour en recevoir l'investiture et leur faire reconnaître les droits de l'Église de Reims.  
Il participait au concile de Troyes de 1129 avant d'aller à Rome, accueillait le pape en 1131 et sacra Louis VII en la cathédrale.  Revenant du concile de Pise de 1134, il fut, sur la route du retour, avec mains autres prélats détenu prisonnier par des seigneurs brigands. Il décéda le 13 septembre 1139, il repose en l'abbaye d'Igny .